# Cenometra
Cenometra is een geslacht van haarsterren uit de familie Colobometridae.

## Soorten
- Cenometra bella (Hartlaub, 1890)
- Cenometra emendatrix (Bell, 1892)